# Commentari della Mishneh Torah
Lista di commentari della Mishneh Torah di Maimonide
Questa lista è incompleta e puoi aiutare ad espanderla.